# Adelostomoides grandis
Adelostomoides grandis là một loài bọ cánh cứng trong họ Tenebrionidae. Loài này được Haag-Rutenberg miêu tả khoa học đầu tiên năm 1879.